# Дальнерусаново
Дальнерусаново — село в Суворовском районе Тульской области России.
В рамках административно-территориального устройства относится к Богдановской сельской территории Суворовского района, в рамках организации местного самоуправления входит в Юго-Восточное сельское поселение.

## География
Село находится в западной части Тульской области, в зоне хвойно-широколиственных лесов, в пределах северной части Среднерусской возвышенности, на правом берегу реки Кузанки, при автодороге 70Н-098, на расстоянии примерно 18 километров (по прямой) к северо-востоку от города Суворова, административного центра района.

### Климат
Климат характеризуется как умеренно континентальный, с умеренно холодной снежной зимой и тёплым летом. Средняя температура воздуха для зимнего периода — −11 — −10 °C; для летнего периода — 18 — 19 °C. Безморозный период длится в течение 145 дней. Среднегодовое количество атмосферных осадков составляет 550—600 мм, из которых большая часть выпадает в тёплый период.

### Часовой пояс
Село Дальнерусаново, как и вся Тульская область, находится в часовой зоне МСК (московское время). Смещение применяемого времени относительно UTC составляет +3:00.

## Население
| 2010 |
| ---- |
| 9    |

### Национальный состав
Согласно результатам переписи 2002 года, в национальной структуре населения русские составляли 100 % из 26 чел.